# Celano
Celano är en ort och kommun i provinsen L'Aquila i regionen Abruzzo i Italien. Kommunen hade 10 858 invånare (2018).